# Heckler & Koch MP5
A Heckler & Koch MP5 (em alemão:  Maschinenpistole 5, que significa "Pistola-Metralhadora 5") é uma submetralhadora 9x19mm Parabellum de projeto alemão, desenvolvida na década de 1960 pela empresa alemã Heckler & Koch GmbH (H&K) da Oberndorf am Neckar. Existem mais de 100 variantes do MP5, incluindo uma versões semiautomáticas.
Juntamente com a Uzi, a MP5 é uma das submetralhadoras mais usadas no mundo, tendo sido adotado por 50 nações e numerosas organizações militares, de aplicação da lei, inteligência e de segurança. O MP5 forma uma família de armas modulares. Além do modelo padrão, o MP5A, existem duas outras variantes principais: A MP5K (K para kurz) tem um comprimento total mais curto e é adequada para transporte oculto. A variante MP5SD (SD para schallgedämpft, silenciado) possui um cano especial com silenciador integrado e destina-se ao disparo de munição supersônica, o que o distingue da maioria das outras armas silenciadas do mercado mundial, que são deliberadamente carregadas com munição subsônica por causa do silenciador. O MP5 compartilha o mesmo sistema de trancamento do HK G3. Em 1999, Heckler & Koch desenvolveram o Heckler & Koch UMP, o sucessor do MP5; e ambos estão disponíveis no mercado.
A MP5 dispara em três tipos de regime: em regime automático (fogo contínuo), semiautomático (um tiro a cada vez que o gatilho é pressionado), rajadas (pequenas rajadas de 2 e 3 tiros a cada vez que o gatilho é pressionado). Isso faz da MP5 uma arma versátil para todo tipo de situação, sendo uma submetralhadora relativamente leve e cujo poder de parada é de 90%.

## História

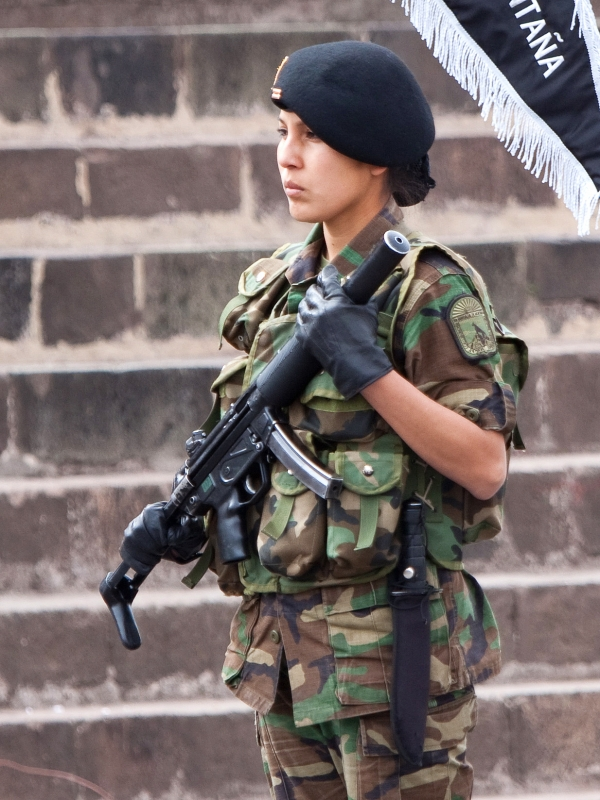
Oficial peruana da Força Aérea com uma MP5SD, modelo com silenciador.

Em 1964, a Heckler & Koch contratou os engenheiros-projetistas Tilo Möller, Manfred Guhring, Georg Seidl e Helmut Bareuther com o “Projeto 64”. Os primeiros protótipos também foram marcados como "MP64" pelo ano em que o desenvolvimento começou. De acordo com a terminologia HK da época, foi alterado para “MP54”: “5” era o código interno para uma submetralhadora e “4” era o código HK para o calibre 9×19mm. A designação final "MP5" resultou do fato de que esta arma foi apresentada ao Bundeswehr como a quinta submetralhadora para testes de seleção.
A construção foi baseada nas especificações da Bundesgrenzschutz (BGS, Polícia Federal de Fronteiras) de 1954 (BGS/TL 0105) e nos fuzis automáticos G3 já produzidos para as Forças Armadas Alemãs. A Heckler & Koch, encorajada pelo sucesso do fuzil G3, desenvolveu uma família de armas portáteis composta por quatro armas de fogo baseadas no esboço e princípio de funcionamento comuns do fuzil G3. O primeiro tipo foi de câmara para 7,62×51mm NATO, o segundo para  7,62×39mm M43, o terceiro para o cartucho intermediário 5,56×45mm NATO, e o quarto tipo para o cartucho de pistola 9×19mm Parabellum.
Os modelos de pré-produção ainda tinham uma massa mira (frontal) desprotegida e uma alça mira (traseira) aberta, localizada logo atrás da janela de ejeção. A configuração da distância foi fixada em 100 metros. O cano tinha ranhuras compensadoras e ainda não havia alças para prender os acessórios do cano. O guarda-mão tinha duas fileiras de cinco aberturas ovais de cada lado para resfriar o cano.

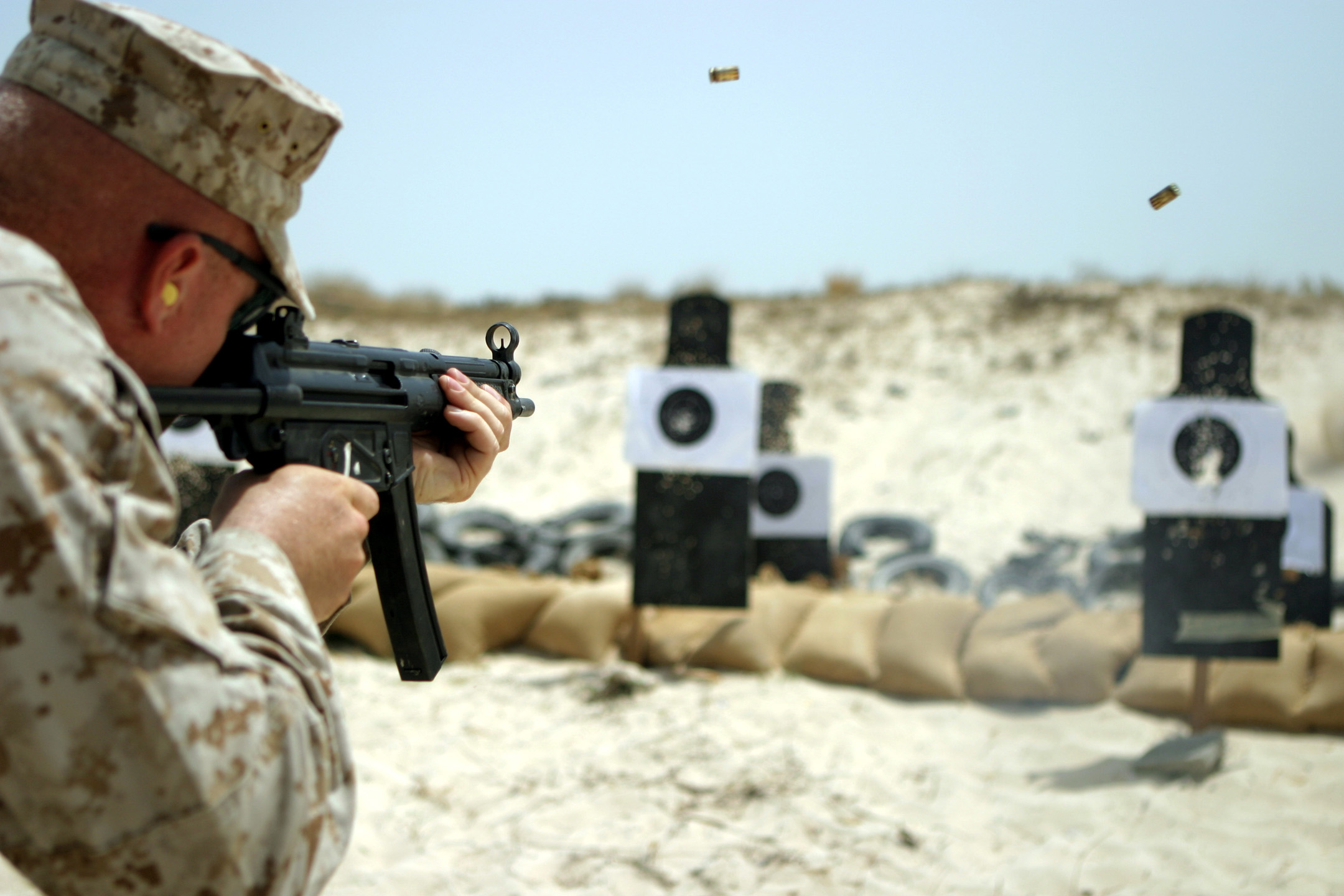
MP5A3 disparada por um fuzileiro naval americano em Ra'sal Ghar, na Arábia Saudita.

Em 1968, foi introduzido um dispositivo de festim para usar balas de festim. Três anos depois, a MP5 foi revisada tecnicamente. A pressão do gatilho foi reduzida, partes do ferrolho foram encurtadas e a abertura da janela de ejeção foi ampliada. No ano seguinte, a alimentação dos cartuchos na área da câmara foi melhorado. Em 1973, a cobertura plástica do grupo do gatilho foi reforçada com fibras de vidro e o cabo da pistola não tinha mais tampa, mas permaneceu aberto na parte inferior. A tampa da coronha também perdeu sua forma convexa e tornou-se côncava; pontos de montagem para anexar miras ópticas com o suporte de luneta desenvolvido pela HK também foram adicionados. Também foi apresentado o sistema de transporte multifuncional R3/3, um sistema de bandoleira especialmente desenvolvido para a MP5. Com isso, a arma não só pode ser transportada em uma ampla variedade de posições, mas também pode ser colocada em posição de tiro muito rapidamente, por exemplo, vinda pelas costas.
A MP5A1 foi lançada no final dos anos 60, sendo o primeiro modelo a ter a icônica massa de mira em anel e o guarda-mão fino. Em 1970, as MP5A2 e MP5A3 foram lançadas. Em 1974, foi introduzida a MP5SD, que é uma variante do MP5 com silenciador. Em 1976, a MP5K foi apresentada como um pedido de variante para a América do Sul. Em 1977, os carregadores de aço curvos padrão de 20 e 30 tiros foram introduzidos para os modelos MP5A2 e MP5A3. Em 1977, a resistência à corrosão foi melhorada com um revestimento em pó. Em 1978, foi apresentada a MP5K que ficava escondida em uma maleta com mecânica especial para que a arma pudesse ser disparada por meio de um gatilho na alça de transporte da maleta. A partir do mesmo ano, um novo guarda-mão "Export" mais largo também pôde ser encomendado. Em 1978, a telha Tropical foi introduzida para ser produzida com o MP5.
Em 1980, o MP5 alcançou o status icônico como resultado das forças especiais britânicas do SAS invadiram a Embaixada do Irã em Londres, ao vivo na televisão, resgatando reféns e matando cinco dos seis terroristas durante a Operação Nimrod. Um jornal comercial escreveu sobre a transmissão ao vivo mundial da ação na televisão:

"Heckler & Koch não poderia ter desejado um comercial melhor, especialmente porque a MP5 já havia conquistado méritos três anos antes na ação do GSG-9 em Mogadíscio."

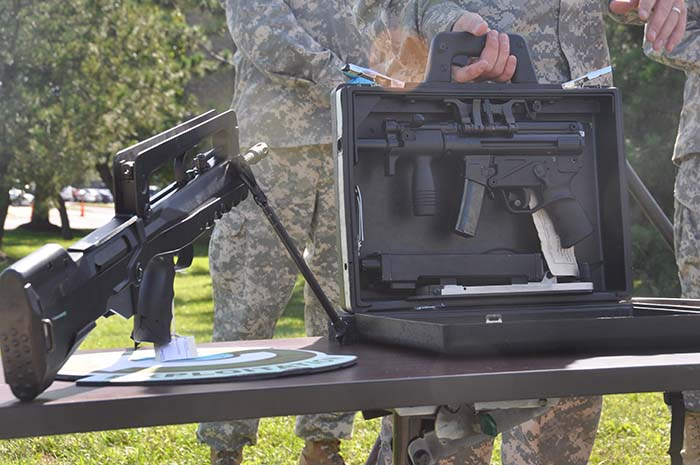
MP5K em maleta especial ao lado de um FAMAS no Campo de Provas de Aberdeen.

A missão em Mogadíscio trata-se do resgate ao vôo Lufthansa 181. Em 1982, o grupo de gatilho com configuração de rajada de três tiros foi apresentado como uma opção. Em 1984, foi apresentada a arma de treinamento MP5PT, que dispara apenas projéteis de plástico. Por sugestão de unidades militares, o MP5 "Maritime" foi introduzido em 1988 como uma arma especial para uso em água salgada. Tinha revestimentos particularmente resistentes à corrosão. A câmara do cartucho recebeu 16 em vez das 12 raias anteriores, que não eram mais fresadas, mas trabalhadas por erosão por faísca. Um ano depois, a H&K também atendeu ao mercado civil com uma variante de pistola conhecida como HK SP89.

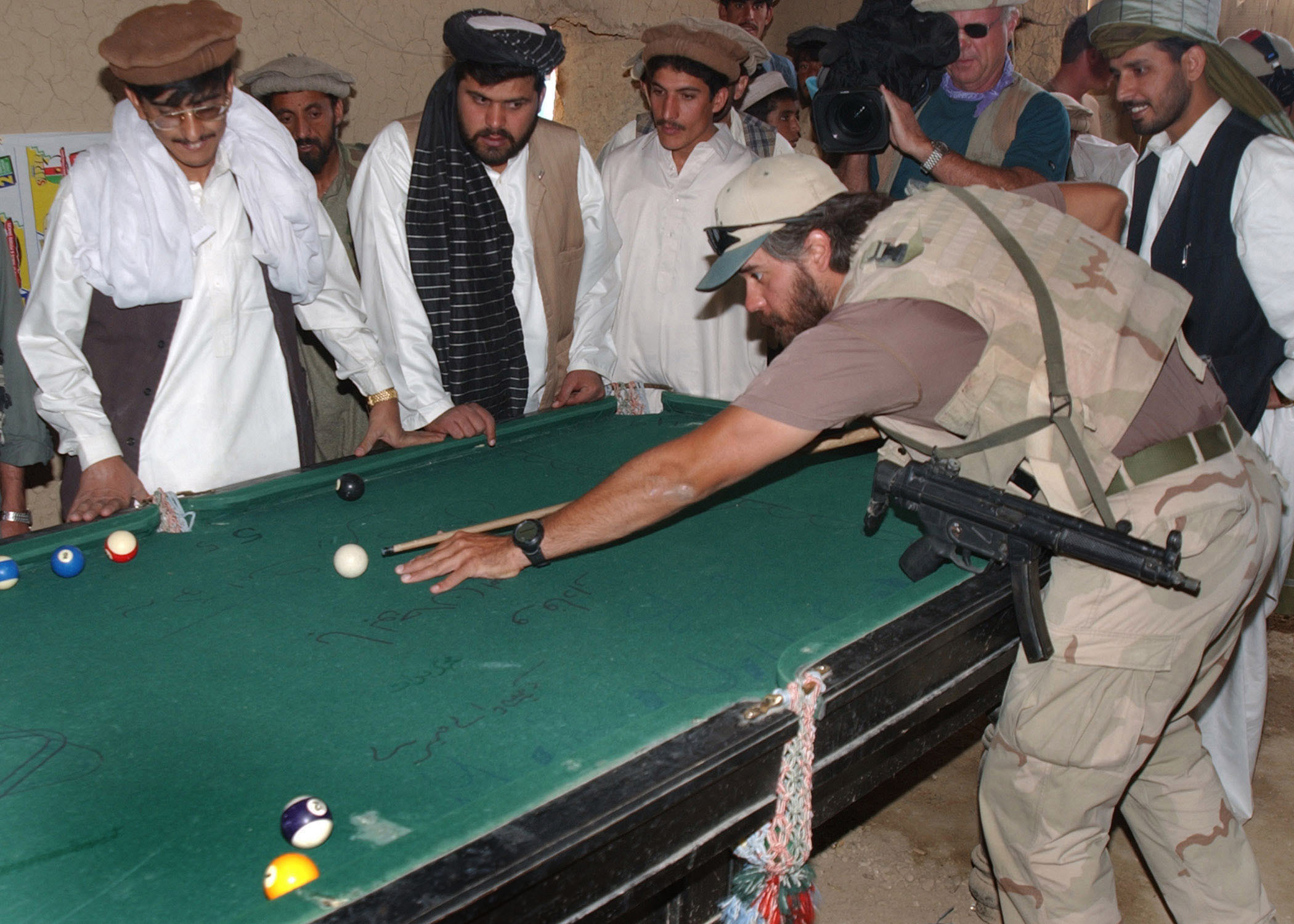
Um boina verde americano jogando bilhar com adolescentes afegãos enquanto carrega uma MP5A3 em uma bandoleira de três pontas.

Em 1990, foi introduzido um novo grupo de gatilhos, no qual o disparo contínuo só poderia ser selecionado se um botão no lado direito da arma fosse pressionado ao mesmo tempo. Esta variante é usada pela polícia da Renânia do Norte-Vestfália, entre outros. Um ano depois, foi apresentada a coronha dobrável PDW (Personal Defence Weapon/Arma de Defesa Pessoal). A HK Inc. USA desenvolveu a coronha dobrável para guarda-costas, a qual destina-se à maior precisão disparando do ombro.
Em 1992, variantes do MP5 foram introduzidas nos calibres 10mm Auto e .40 S&W. O motivo foi a conversão de muitas unidades policiais dos EUA para munição de calibre 10mm, a qual a polícia esperava que tivesse um melhor poder de parada. No entanto, a produção foi interrompida novamente em 2000, após apenas oito anos. A razão foi que o calibre rapidamente perdeu importância devido a várias desvantagens. A MP5 tornou-se um dos pilares das unidades SWAT das agências de aplicação da lei nos Estados Unidos desde então. No entanto, no final dos anos 1990, como resultado do tiroteio em North Hollywood, as equipes de resposta especial da polícia substituíram a maioria das subs MP5 por fuzis da plataforma AR-15.
A MP5 é fabricada sob licença em vários países, incluindo a Grécia (anteriormente na EBO – Hellenic Arms Industry, atualmente na ΕΑΣ – Hellenic Defense Systems), Irã (Defense Industries Organization, DIO), México (Secretaría de la Defensa Nacional – SEDENA), Paquistão (Pakistan Ordnance Factories), Arábia Saudita, Sudão (Military Industry Corporation), Turquia (Makina ve Kimya Endüstrisi Kurumu – MKEK), e o Reino Unido (inicialmente na Royal Ordnance, depois desviado para a Heckler & Koch Great Britain).

## Características

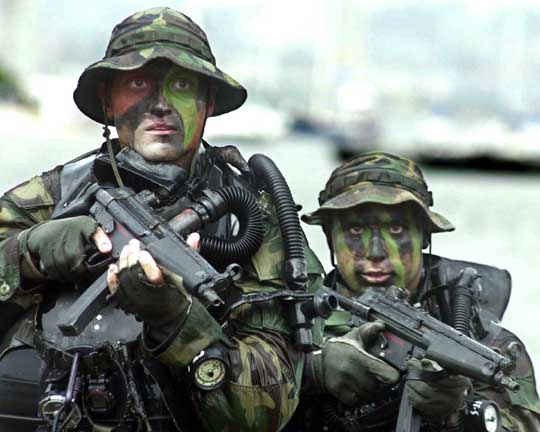
Navy SEALs das forças armadas dos Estados Unidos portando suas HK MP5.

A arma é construída modularmente a partir de seis conjuntos. O respectivo tipo básico (MP5A, MP5K, MP5SD, etc.) pode ser adaptado aos respectivos requisitos táticos em pouco tempo, pois muitos conjuntos e praticamente todos os acessórios são compatíveis entre si.
Essas montagens são:
- Receptor (culatra, cano, alavanca de manejo e mira);
- Ferrolho (cabeça do ferrolho, ferrolho rotativo, conjunto do ferrolho, mola com haste guia);
- Grupo do gatilho (empunhadura de pistola com gatilho, seletor de tiro e mecânica);
- Telha (guarda-mão ou punho vertical);
- Coronha (trilho de topo, coronha fixa ou telescópica);
- Carregador.

O MP5 agora é produzido apenas no calibre 9×19mm Parabellum, cuja munição tem um peso mínimo da bala de 100grs (100 grãos; 6,48 gramas) ou, para munição subsônica, um peso mínimo da bala de 140grs. (9,07 gramas). As superfícies metálicas do MP5 são fosfatadas e depois revestidas com tinta em pó para aumentar a resistência à corrosão, especialmente à água salgada e ao suor.

### Grupos de gatilho

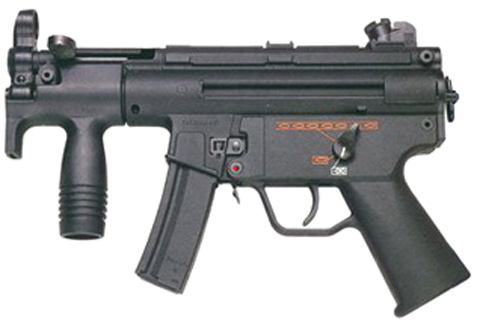
MP5K com carregador de 20 tiros. Os pictogramas do grupo do gatilho desse modelo Navy dispostos ao redor da alavanca seletora de tiro são claramente visíveis.

Existem vários grupos de gatilhos diferentes para as variantes do MP5. Eles diferem nos tipos de fogo, operação e marcação na arma. O peso do gatilho não é ajustável e varia entre 25 e 35 Newtons.
Dois dos grupos de gatilho têm a alavanca de operação apenas no lado esquerdo. São os chamados SEF (para Sicher, Einzelfeuer, Dauerfeuer; seguro, tiro único, rajada contínua) e o "numérico" com a inscrição S, 1, 15/30 (para disparo seguro, disparo único, disparo contínuo; os números indicam os possíveis conteúdos do carregador). Em algumas variantes construídas após 1990, a extensão do eixo da alavanca seletora de tiro no lado direito da arma deve ser pressionada para mudar para fogo contínuo.
Todos os outros têm controles em ambos os lados e geralmente são marcados com pictogramas. Uma bala branca em uma caixa branca com um "X" representa a função de segurança, a arma está travada. Caixas com uma, duas ou três balas vermelhas representam tiro único e rajadas de dois ou três tiros, e uma caixa de sete balas aberta em direção à ponta da bala representa fogo contínuo. Mas também existem variantes marcadas com letras.

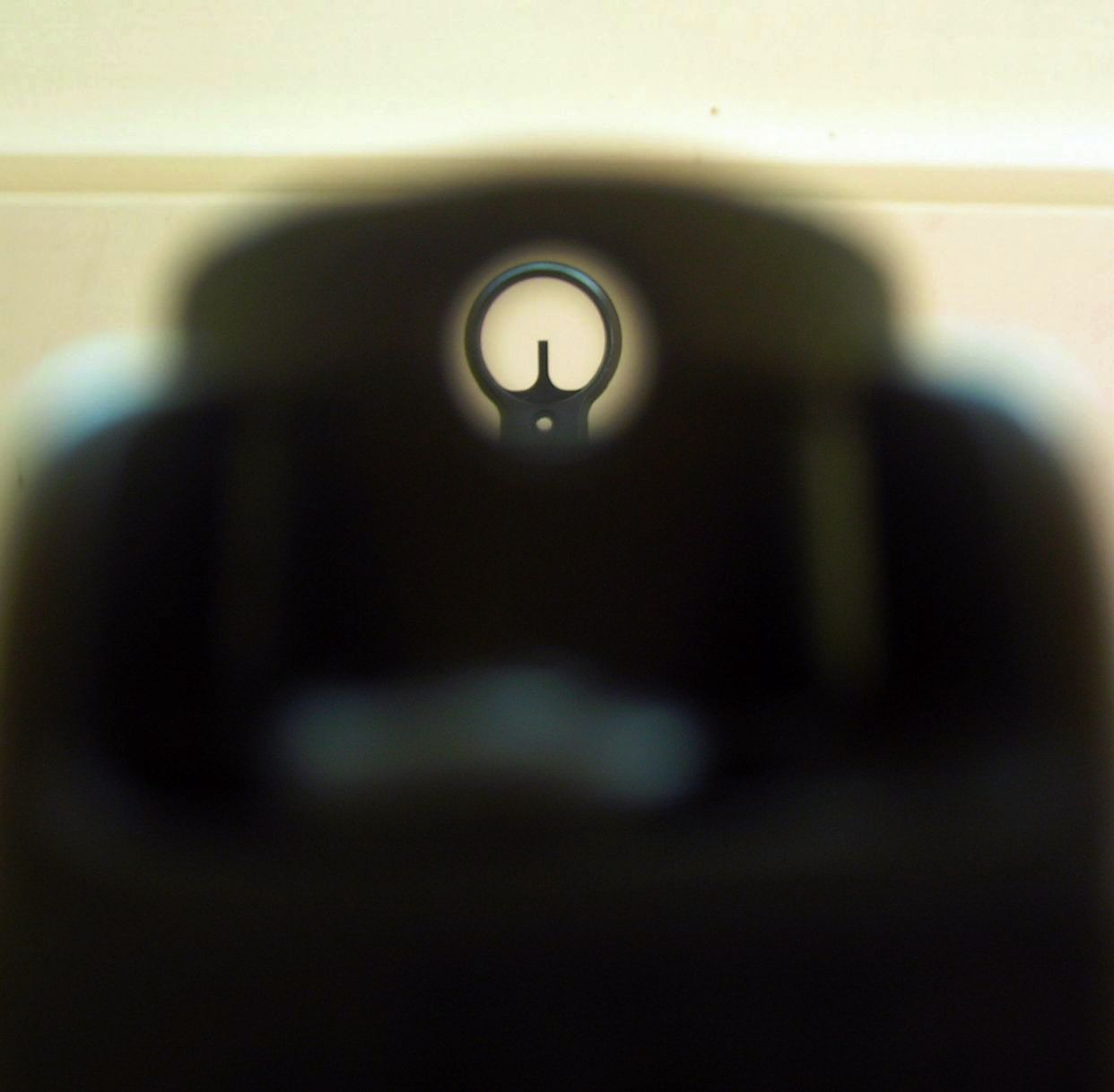
MP5: Vista através do tambor da alça de mira dióptrica (em primeiro plano, fora de foco) sobre a mira frontal protegida por um anel de metal.

Esses grupos de gatilho são SF (Single Fire = tiro único, com as variantes semiautomáticas), 0-1-2, 0-1-3 (tiro único e rajadas, respectivamente), Navy (Marinha, tiro único e contínuo) bem como rajada de dois tiros e rajada de três tiros (cada um além de tiro único e rajadas de fogo também fogo contínuo).

### Miras
As miras são baseadas naquelas do fuzil G3. A massa de mira (frontal) de feixe fixo é montada em um túnel de mira para proteção contra danos. O tambor de dioptria (visão da torre) também foi adotado.  No entanto, as quatro aberturas não se destinam a distâncias diferentes, mas permitem uma melhor adaptação a diferentes condições de iluminação devido aos seus diferentes tamanhos. As variantes do MP5K também possuem mira de torre, mas com alça de mira retangular. No entanto, elas também podem ser equipados com uma dioptria.
De acordo com as especificações das autoridades de compras alemãs, todas as armas são entregues com a mesma configuração de mira. Com o G3, o Bundeswehr queria conseguir que todo soldado alemão pudesse usar qualquer fuzil imediatamente sem ter que ajustar a arma individual para si mesmo. Assim, mesmo com a MP5, o ajuste das miras só é possível com uma ferramenta especial.

### Eixo

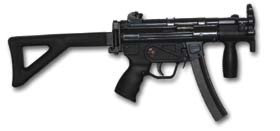
MP5K PDW: Esta versão curta do MP5 é a única com coronha dobrável. O punho frontal é padrão em todos os MP5K. O nariz na frente do punho frontal destina-se a evitar que a mão fique acidentalmente na frente do cano ao disparar.

A principal diferença entre os diferentes modelos é a coronha. A telha foi inicialmente projetada com aberturas de ventilação. Os novos modelos têm uma superfície com nervuras. Há também uma variante conhecida como "Exportação" ou variante "Tropical" com uma seção transversal mais ampla. Há uma alça vertical para o MP5K. A coronha está disponível em diferentes versões, que podem ser trocadas sem a necessidade de adaptação por armeiro.
- A1/SD1/SD4/K: Tampa de extremidade para ser particularmente fácil de manusear.
- A2/A4/SD2/SD5: Esta variante possui um êmbolo de plástico fixo.
- A3/A5/SD3/SD6: Uma coronha retrátil permite ajuste contínuo ao tamanho do atirador.
- K-PDW: Coronha dobrável para o MP5K, balança para o lado direito da arma.

### Sistema de trancamento

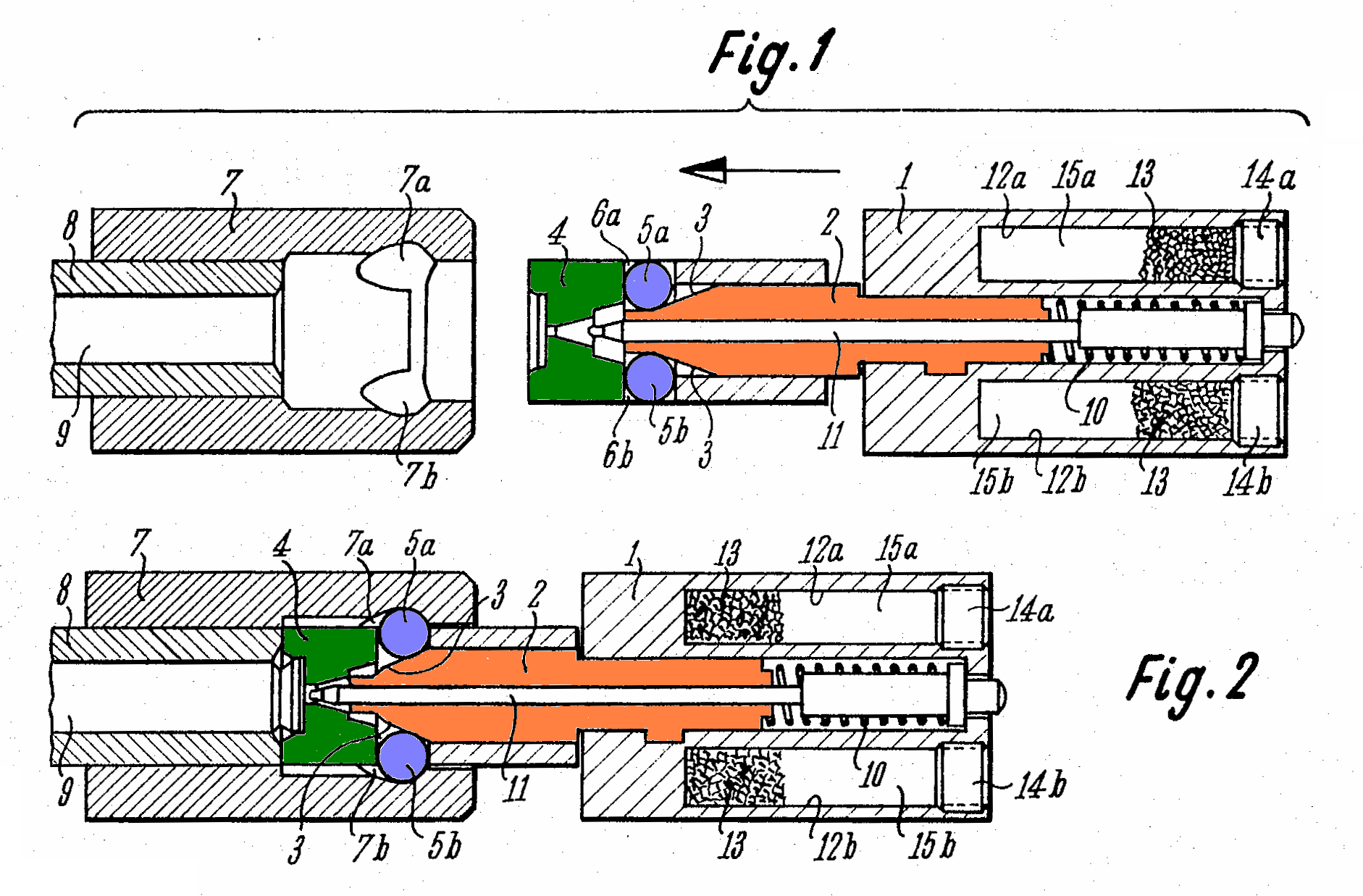
Mecanismo de atraso por roletes H&K MP5: mostra a cabeça do ferrolho (verde), roletes (azul), peça de trancamento (laranja) quando aberto (superior) e fechado (inferior). Os grânulos de tungstênio na tampa são visível em cinza escuro, nº 13.

O MP5 é um mecanismo de disparo de recuo de gases com uma massa de ferrolho com engrenagem na forma de ferrolho de roletes com suporte flexível, o que permite que a massa do ferrolho seja mantida relativamente pequena. Se você converter a função de impulso (impulso = massa × velocidade) e assumir o impulso devido à munição especificada como uma variável fixa, segue-se que a massa necessária do ferrolho depende diretamente da velocidade de retorno do ferrolho. No entanto, se a velocidade de retorno for muito alta, o risco de acidentes aumenta. O principal risco aqui é que o estojo do cartucho pode ser parcialmente extraído da câmara enquanto o cano ainda está sob pressão.
A HK encontrou a solução em um ferrolho de duas peças, no qual a cabeça do ferrolho se retrai lentamente, mas o suporte do ferrolho tem uma velocidade maior. Essas duas partes são conectadas por um sistema de aceleração projetado de forma que, após a cabeça do ferrolho ter retornado uma certa distância, o conjunto do ferrolho tenha percorrido um múltiplo da distância. Para acionar o suporte do ferrolho com a velocidade aumentada em comparação com a placa da culatra durante o movimento de retorno, uma engrenagem angular com uma relação de 1:4 simetricamente ao eixo do furo com dois roletes é instalada como elementos de transmissão.
Quando o obturador avança, ele atinge sua posição final e pode recuar um pouco. Então as partes individuais da culatra não estariam na posição correta para disparar. Por esta razão, o suporte do ferrolho contém 32,5 g de grânulos de tungstênio (veja desenho abaixo: 13) como uma massa de recuo livremente móvel que empurra o ferrolho para frente novamente. As variantes MP5/10 e MP5/40, que foram produzidas principalmente para o mercado dos EUA, receberam um novo bloco de culatra com uma relação de engrenagem cônica modificada devido à munição mais potente, bem como uma trava deslizante baseada no fuzil de assalto Colt M16.

#### Vantagens do sistema de trancamento
- As vantagens do bloqueio de massa, como a construção relativamente simples e o amortecimento de recuo, são mantidas.
- Uma baixa velocidade de extensão é garantida. Isso garante um bom suporte para o trancamento.
- O curso do movimento das peças de trancamento e culatra segue a pressão do gás sem qualquer atraso. Impactos repentinos e descontrolados são evitados pelo início simultâneo sem folga de todos os movimentos das peças de trancamento e da culatra.
- A força resultante do recuo tem efeito ao longo do tempo sem picos de força. Isso é gentil com o material.
- Tanto o cano quanto a corrediça não executam nenhum movimento de rotação ou inclinação, o que favorece a precisão.
- O estojo do cartucho empurra a culatra e não é extraído. Como resultado, o extrator só é estressado quando o estojo é ejetado da arma.[18]

#### Desvantagens do sistema de trancamento
- Como o impulso de ação reversa é dividido com este sistema, pode acontecer com munição fraca que o impulso para a culatra se torne muito pequeno e, portanto, não haja reserva funcional suficiente disponível. O estojo não é totalmente extraído ou ejetado e nenhum novo cartucho é alimentado.
- A distância do conjunto do ferrolho, ou seja, a folga entre a cabeça do ferrolho e o conjunto do ferrolho, deve ser observada e ajustada com precisão. Se a folga for muito pequena ou muito grande, os roletes não são mais pressionados corretamente na peça curva. Então, o estojo pode ser puxado para fora enquanto o cano ainda está sob pressão.
- Com fogo contínuo, o martelo é solto durante o avanço do obturador e corre atrás dele. Se o início da ignição coincidir com o rebote da lingueta, a ignição é iniciada no momento em que o sistema de aceleração não está na posição funcional; o obturador corre muito rápido e abre muito cedo. Por esta razão, um dispositivo de recuo (aqui: massa de impacto que empurra a corrediça) é necessário.
- Com o MP5, uma reserva de função é fornecida por estrias na câmara do cartucho (ranhuras de equalização de pressão). A pressão do gás atua tanto no interior quanto no exterior da luva e, assim, reduz a pressão de contato e, portanto, a resistência ao atrito quando a luva é puxada para fora. Como resultado, os problemas funcionais e de segurança não são resolvidos pelo sistema de travamento, mas pelo material do estojo.[19]

### Silenciador

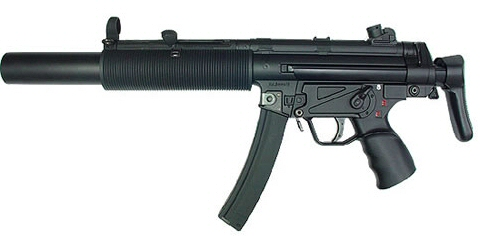
MP5SD3: A arma possui um silenciador embutido, uma coronha telescópica e o grupo de gatilho "SEF".

A Heckler & Koch tem diferentes versões de silenciadores para o MP5.
Em 1974, o MP5SD foi apresentado, com a sigla SD significando Schalldämpfer. Este modelo inclui um silenciador permanentemente integrado. Para não ter que usar munição especial para esta arma, existem 30 orifícios no cano em frente à câmara do cartucho, que desviam parte dos gases da pólvora, de forma que os projéteis, ao utilizar munição média, percorrem cerca de 280 metros por segundo (m/s) - ou seja, velocidade subsônica - emergem da boca do cano. Como resultado, não há explosão sônica quando o tiro é disparado e a arma também pode ser usada em ambientes fechados sem proteção auditiva. Além disso, o silenciador também suprime a chama do cano, de modo que há vantagens em operações noturnas e no uso de dispositivos de visão noturna. A patente para este projeto observa que o volume do ruído da boca do cano é reduzido para cerca de 70 decibéis (dB).

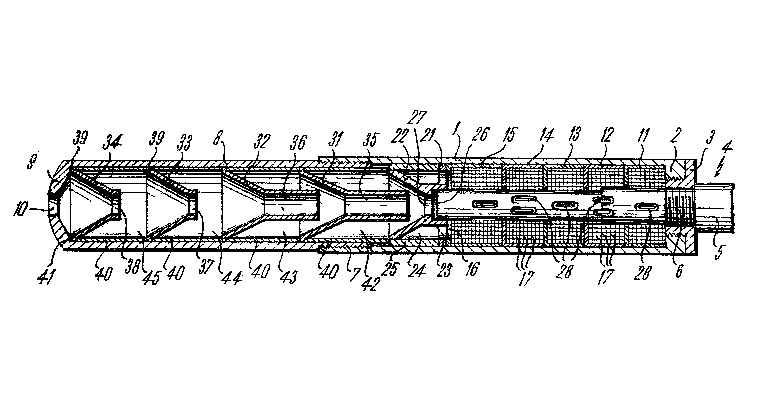
Desenho de uma patente HK para um conjunto de cano/silenciador para munição supersônica. Os orifícios de gás no cano foram dispostos de maneira diferente na produção.

Ao usar munição subsônica, a velocidade do projétil é reduzida de 16 a 26%. Isso significa que o projétil também perde de 29 a 45% de sua energia ativa. Por outro lado, em comparação com a munição padrão, há apenas uma redução de 1 dB no volume. Um peso mínimo de projétil de 140grs é especificado para munição subsônica para garantir o funcionamento correto da culatra.
Várias variantes sem silenciador integrado têm três saliências no cano, nas quais podem ser fixadas peças adicionais. Silenciadores também podem ser anexados a essas armas, mas isso aumenta o comprimento total e reduz a praticidade. Como nenhum gás é sangrado no cano aqui, o estrondo sônico continuará a existir se a munição subsônica não for usada nessas armas. Os modelos MP5-N "Navy", MP5K-N, MP5K-PDW, MP5/10 e MP5/40 possuem uma rosca na boca do cano na qual o silenciador pode ser parafusado. A munição subsônica também deve ser usada aqui para evitar um estrondo sônico. A pressão sonora é reduzida em 30 a 35 dB.
Os silenciadores das variantes MP5SD, bem como MP5/10 e MP5/40, são feitos de alumínio. Estes só podem ser usados se não houver água neles (por exemplo, depois de atravessar um rio). Caso contrário, o alumínio fino pode ser danificado. A HK afirma que a vida útil de seus silenciadores é de 20.000 tiros para a versão de alumínio ou 40.000 tiros para a versão de aço.

### Carregadores e porta-carregadores

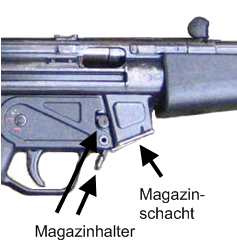
MP5: As setas da esquerda indicam a posição dos dois fechos do carregador. No meio está o parafuso de retenção para o grupo do gatilho.

A MP5 foi emitida pela primeira vez com carregadores retos de metal. No entanto, a munição de deformação "Action" desenvolvida pela Dynamit Nobel causou emperramento devido à sua tampa de plástico. Por esta razão, carregadores em forma de banana foram introduzidas a partir de 1976. Para as variantes 10mm Auto e .40 S&W, existem carregadores de plástico retos que são translúcidos para que o nível de enchimento possa ser visto diretamente.
A MP5 possui dois reténs de carregador no calibre 9×19mm. Além da alavanca na parte inferior da arma entre o carregador e o guarda-mato, que também está presente nos calibres 10mm Auto e .40 S&W, há um botão de liberação do carregador no lado direito da arma acima do pino retém do grupo do gatilho que pode ser pressionado. Este botão oferece aos destros com dedos longos (a HK indica expressamente isso em seu manual) a possibilidade de liberar o carregador com a mão direita e ao mesmo tempo inserir um novo carregador com a mão esquerda. Isso economiza tempo no processo de recarga. Ao mesmo tempo, este botão serve como reserva caso a alavanca de retenção seja danificada.

### Número de série/carimbo

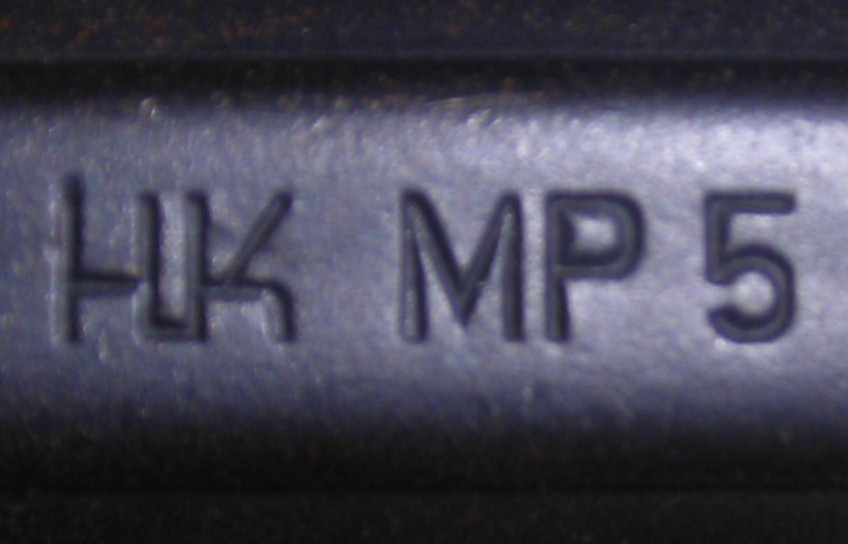
Carimbo em uma MP5.

Existem três relevos de 2 milímetros (mm) de altura no cano: marca de prova, logotipo do fabricante e número do lote. O logotipo HK é encontrado no fecho em um tamanho de 2mm.
Há uma marca de prova no lado esquerdo da carcaça no nível do cano e as informações do calibre no compartimento do carregador. Pelo menos nos primeiros protótipos, a designação do tipo de arma (por exemplo, HK64) também foi encontrada aqui. As informações do fabricante e do importador estão localizadas no lado direito do compartimento do carregador. No caso de armas exportadas para os EUA, apenas o nome da empresa da subsidiária da Heckler & Koch nos EUA (HK Inc.) é fornecido aqui.
O logotipo do fabricante, a designação do tipo, o número de série e a marca de prova podem ser encontrados na parte superior da culatra (da frente para trás). As informações no invólucro são gravadas de acordo com a norma DIN 1451 em letras grandes de 3mm. O número de série contém parcialmente um prefixo usado para estruturação. Em algumas MP5 no calibre 9mm é 62, na MP5SD é 63.
Os números de série são usados para identificar a arma. As variantes SD produzidas até 1989 têm o mesmo número de série no silenciador e na arma, mas diferem nas armas de 1989 em diante. As abreviaturas indicam o ano de produção (A=0 a K=9, sem J). Também são abreviadas as designações para fabricantes ou importadores (por exemplo, EN = Enfield) ou clientes (YU = polícia iugoslava). A marca de prova é a águia federal alemã com um “N” embaixo dela, que significa prova de pó nitro. O escritório de balística em Ulm é representado por meio chifre de veado.

## Variantes

### Visão geral das principais variantes
| A | A                                  | A                   | SD            | SD            | SD                  |
| --- | ---------------------------------- | ------------------- | ------------- | ------------- | ------------------- |
| Sem coronha | Coronha fixa                       | Coronha telescópica | Sem coronha   | Coronha fixa  | Coronha telescópica |
| MP5A1 | MP5A2                              | MP5A3               | MP5SD1        | MP5SD2        | MP5SD3              |
| MP5A1 (NT) | MP5A2 (NT)                         | MP5A3 (NT)          | MP5SD1 (NT)   | MP5SD2 (NT)   | MP5SD3 (NT)         |
| MP5A1 (012) | MP5A2 (012)                        | MP5A3 (012)         | MP5SD1 (012)  | MP5SD2 (012)  | MP5SD3 (012)        |
| MP5A1 (0125) | MP5A2 (0125)                       | MP5A3 (0125)        | MP5SD1 (0125) | MP5SD2 (0125) | MP5SD3 (0125)       |
| MP5A1 (013) | MP5A2 (013)                        | MP5A3 (013)         | MP5SD1 (013)  | MP5SD2 (013)  | MP5SD3 (013)        |
| MP5A1 (0135) | MP5A4 (0135)                       | MP5A5 (0135)        | MP5SD4 (0135) | MP5SD5 (0135) | MP5SD6 (0135)       |
| Variantes semiautomáticas | Variantes de especificação militar | Outros calibres     | K             | K             | K                   |
| MP5SFA2 | MP5-N                              | MP5/10              | MP5K (NT)     | MP5K          | MP5KA5 (0135)       |
| MP5SFA3 | MP5F                               | MP5/40              | MP5K (012)    | MP5KA1        |                     |
| |                                    |                     | MP5K (0125)   | MP5K (w/bc)   |                     |
| Outros | Outros                             | Outros              | MP5K (013)    | MP5K-N        |                     |
| MP5PT | SP89                               | HK53                | MP5K4 (0135)  | MP5K (PDW)    |                     |
| | SP5K                               |                     |               |               |                     |
| A = Variante padrão, SD = Silenciador integrado, K = Variantes curta |                                    |                     |               |               |                     |
| Sem ( "Número“) = Fusível, Tiro único e contínuo, (NT) = Grupo seletor Navy, SF = Tiro único (semiautomático), (0) = Fusível, (1) = Tiro único, (2) = Rajada de 2 tiros, (3) = Rajada de 3 tiros, (5) = Tiro contínuo,                                        |                                    |                     |               |               |                     |
| PDW = Coronha dobrável, w/bc = Em caso de tiro, KA1, KA5 = Mira fixa, destinado ao uso com miras ópticas |                                    |                     |               |               |                     |
| /40 = Calibre .40 S&W, /10 = Calibre 10mm Auto (ambos com carregador de 30 tiros), PT = Arma de treinamento para munição de plástico, SP89 = Pistola (Esportiva) semiautomática, SP5K= Pistola Esportiva semiautomática 5 Kurz, HK53 = Calibre 5,56×45mm OTAN |                                    |                     |               |               |                     |

### Dados técnicos para modelos selecionados
|                            | MP5K MP5K4                                 | MP5K (PDW)                                 | MP5A2 MP5A4 MP5N(FS)                       | MP5A3 MP5A5 MP5N(RS)                       | MP5 SFA2                                   | MP5 SFA3                                   | MP5SD1 MP5SD4                                | MP5SD2 MP5SD5                                | MP5SD3 MP5SD6 MP5SD-N                        | MP5 10A2/40A2                              | MP5 10A3/40A3                              | MP5A4PT                         |
| -------------------------- | ------------------------------------------ | ------------------------------------------ | ------------------------------------------ | ------------------------------------------ | ------------------------------------------ | ------------------------------------------ | -------------------------------------------- | -------------------------------------------- | -------------------------------------------- | ------------------------------------------ | ------------------------------------------ | ------------------------------- |
| Calibre                    | 9×19mm                                     | 9×19mm                                     | 9×19mm                                     | 9×19mm                                     | 9×19mm                                     | 9×19mm                                     | 9×19mm                                       | 9×19mm                                       | 9×19mm                                       | 10mm Auto .40 S&W                          | 10mm Auto .40 S&W                          | Bala de plástico de treinamento |
| Princípio de funcionamento | Recuo de gases com trancamento por roletes | Recuo de gases com trancamento por roletes | Recuo de gases com trancamento por roletes | Recuo de gases com trancamento por roletes | Recuo de gases com trancamento por roletes | Recuo de gases com trancamento por roletes | Recuo de gases com trancamento por roletes   | Recuo de gases com trancamento por roletes   | Recuo de gases com trancamento por roletes   | Recuo de gases com trancamento por roletes | Recuo de gases com trancamento por roletes | Massa de câmara flutuante       |
| Coronha                    | Final                                      | Dobrável                                   | Fixa                                       | Retrátil                                   | Fixa                                       | Retrátil                                   | Final                                        | Fixo                                         | Retrátil                                     | Fixa                                       | Retrátil                                   | Fixa                            |
| Comprimento total (mm)     | 325                                        | 368/603                                    | 680                                        | 550/700                                    | 711                                        | 567/726                                    | 550                                          | 790                                          | 670/805                                      | 680                                        | 660/490                                    | 680                             |
| Altura total (mm)          | 210                                        | 210                                        | 260                                        | 260                                        | 260                                        | 260                                        | 260                                          | 260                                          | 260                                          | 260                                        | 260                                        | 260                             |
| Largura total (mm)         | 50                                         | 50/71                                      | 50                                         | 50                                         | 50                                         | 50                                         | 60                                           | 60                                           | 60                                           | 50                                         | 50                                         | 50                              |
| Comprimento do cano (mm)   | 115                                        | 140                                        | 225                                        | 225                                        | 225                                        | 225                                        | 146                                          | 146                                          | 146                                          | 225                                        | 225                                        | 225                             |
| Peso sem carregador (g)    | 2000                                       | 2780                                       | 2540                                       | 3080                                       | 2540                                       | 3080                                       | 2800                                         | 3100                                         | 3600                                         | 2670                                       | 2850                                       | 2540                            |
| Linha de visada (mm)       | 260                                        | 260                                        | 340                                        | 340                                        | 340                                        | 340                                        | 340                                          | 340                                          | 340                                          | 340                                        | 340                                        | 340                             |
| Visão                      | Mira de ferro                              | Mira de ferro                              | Mira de dioptria                           | Mira de dioptria                           | Mira de dioptria                           | Mira de dioptria                           | Mira de dioptria                             | Mira de dioptria                             | Mira de dioptria                             | Mira de dioptria                           | Mira de dioptria                           | Mira de dioptria                |
| Cadência de tiro/min.      | 900                                        | 900                                        | 800                                        | 800                                        | 800                                        | 800                                        | 800                                          | 800                                          | 800                                          | 800                                        | 800                                        | 800                             |
| V0 (m/s)                   | 375                                        | n/a                                        | 400                                        | 400                                        | 400                                        | 400                                        | 285                                          | 285                                          | 285                                          | n/a                                        | n/a                                        | 1000                            |
| Energia da boca (J)        | 570                                        | n/a                                        | 650                                        | 650                                        | 650                                        | 650                                        | 380                                          | 380                                          | 380                                          | n/a                                        | n/a                                        | 210                             |
| Modos de disparo           | K und PDW: 1, 5 K4: 1, 3, 5                | K und PDW: 1, 5 K4: 1, 3, 5                | A2 und N: 1, 5 A4: 1, 3, 5                 | A2 und N: 1, 5 A4: 1, 3, 5                 | Apenas um único modo de disparo            | Apenas um único modo de disparo            | SD1 bis SD3, SD-N: 1, 5 SD4 bis SD6: 1, 3, 5 | SD1 bis SD3, SD-N: 1, 5 SD4 bis SD6: 1, 3, 5 | SD1 bis SD3, SD-N: 1, 5 SD4 bis SD6: 1, 3, 5 | 1, 5                                       | 1, 5                                       | 1, 5                            |

### MP5PT

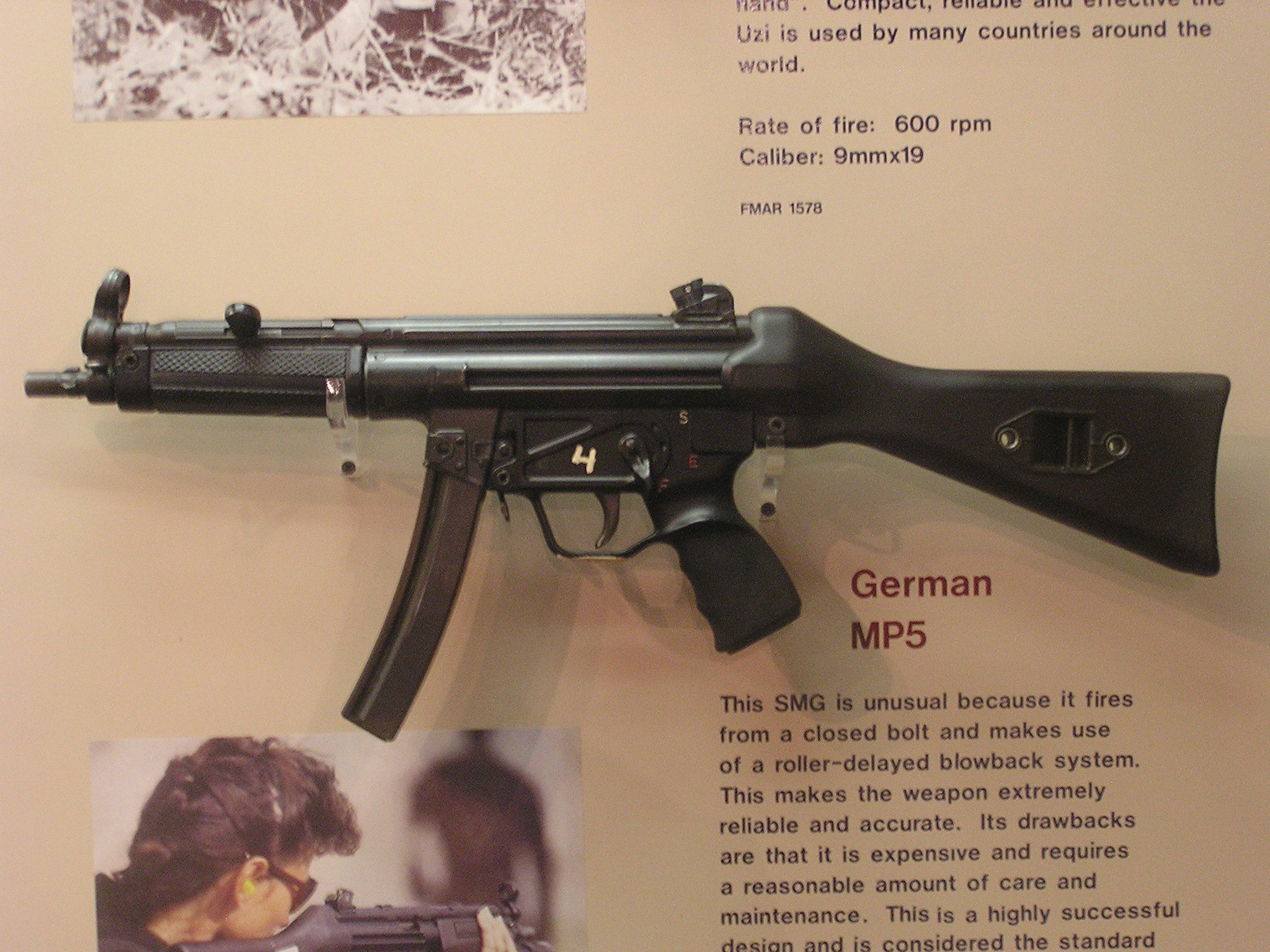
MP5A2 no Museu de Material Bélico dos Estados Unidos.

O MP5PT de treinamento foi produzido pela Dynamit Nobel e emitido nas variantes A3 e A4. Agora não é mais produzido. Externamente pode ser distinguido pelas marcações azuis e pela inscrição PT, significando Plastic Training, plástico de treinamento. Ele dispara munição 9×19mm PT, a qual acelera uma bala de plástico a cerca de 1000m/s. Como esta bala é muito leve, a velocidade e a energia caem rapidamente, com velocidade inicial de 210 joules na boca do cano, depois de 25m já caindo para 10 joules, de modo que um alcance efetivo (trajetória plana) é de 10m e o alcance máximo é de cerca de 125 metros. A munição de plástico tem um estojo azul com base de latão e uma bala azul, então à primeira vista lembra um cartucho de espingarda. Essas armas operam como o MP5 padrão, mas possuem uma câmara flutuante e ambos os roletes foram omitidos do ferrolho para funcionar corretamente ao disparar projéteis de plástico mais leves. A variante PT pode ser configurada com várias coronhas e grupos de gatilho e foi desenvolvida para a Polícia e Guarda de Fronteira da Alemanha Ocidental.

### MP5F

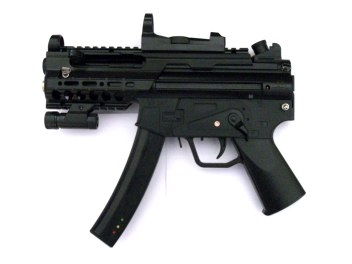
MP5K equipada com um carregador de 30 tiros e designador laser montado em um trilho Picatinny.

O MP5F é uma variante do MP5 com coronha retrátil para o Exército Francês. Por volta de 1999, cerca de 35.000 submetralhadoras foram encomendadas. A arma pode ser reconhecida externamente por um apoio de ombro modificado (pode ser estendido cerca de 2,5cm mais, almofada de borracha mais espessa, fixação adicional para uma alça de transporte) e uma segunda alça de transporte no cano. Isso atende cada vez mais às necessidades dos canhotos. Como o exército francês utilizava um cartucho particularmente poderoso (chamado +P+), vários componentes da arma foram reforçados. Essas mudanças incluem o suporte do rolete do ferrolho, a alavanca do batente do ferrolho e a mola do percutor.

### SP 89

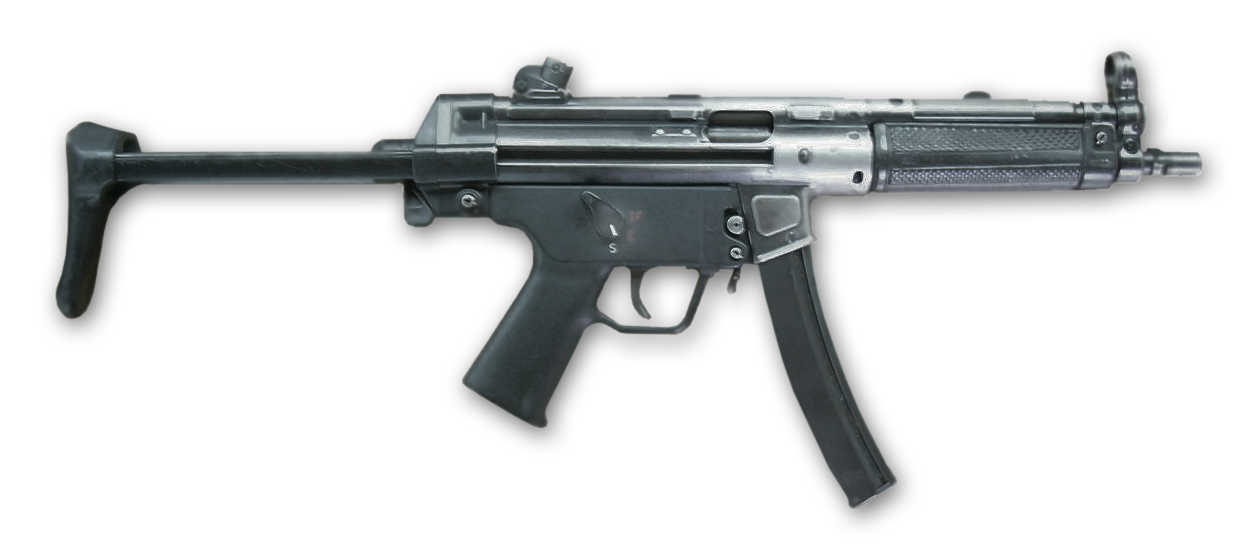
MP5A3 com a coronha estendida.

A Pistola Esportiva 89 (Sport-Pistole 89, SP 89) foi desenvolvida como uma arma no calibre 9×19mm para porte oculto e para o mercado civil. É a contrapartida da Mini Uzi. Menor que uma MP5 ou MP5K normal e capaz de ser disparada com uma única mão, foi uma resposta às necessidades do mercado. A manga do cano era mais longa que o cano, caso contrário não seria possível agarrar a arma na frente do carregador. Pode ser equipada opcionalmente com cabo de madeira com apoio para as mãos e o grupo de gatilho do PSG 1. Também é possível montar miras telescópicas.

### SP5K

O grupo terrorista comunista da Alemanha Ocidental, a Fração do Exército Vermelho, usava a MP5 no seu emblema.

Nova edição da SP 89, também no calibre 9×19mm, que foi modificada para permitir importações dos EUA e para cumprir as leis alemãs sobre armas de fogo. O grupo de gatilho não pode mais ser substituído, mas a alça e todas as coronhas disponíveis, inclusive para o MP5 normal, podem ser instaladas. Possui apenas o botão de liberação do carregador, mas a alavanca de liberação, que não está disponível, também pode ser instalada posteriormente.

### HK 53
A família de armas MP5 também inclui a submetralhadora HK 53. Produzida no calibre de fuzi 5,56×45mm OTAN, é na verdade o “irmão mais novo” do fuzil de tiro rápido HK 33. No entanto, a Heckler & Koch a oferece como uma submetralhadora com alto alcance operacional e poder de combate. Até agora só foi adquirido por unidades policiais fora da Alemanha, incluindo nos EUA (Divisão de Segurança Móvel), Chile, Tailândia, Malásia e Turquia.
O HK 53 tem apenas 563mm de comprimento (755mm com coronha) e pesa 3,65kg com um carregador pleno de 40 tiros. O cano de 21 mm de comprimento e raiamento de 305mm com seis raias no sentido horário. Com uma velocidade inicial de 750m/s, a arma atinge uma cadência teórica de tiro de 700 tiros por minuto (tpm). Ao contrário da MP5, o alcance de mira é de 400m.

### Produções licenciadas
As licenças de produção da MP5 foram emitidas para pelo menos 14 países. Estes incluem Arábia Saudita, México, Paquistão, Grã-Bretanha e Turquia. A Grécia também teria uma licença de produção, mas actualmente não produz as armas relevantes. A empresa suíça Brügger & Thomet produziu a BT 96, arma semiautomática baseada na MP5, entre 1996 e 2007. A empresa estatal turca MKE fabrica produtos licenciados da Heckler & Koch desde 1967.

Na Alemanha, a variante MKE T94, de tiro único, é oferecida como arma de caça e desportiva a um preço de cerca de 2.000 euros. A arma tem uma coronha fixa, mira dióptrica e um guarda-chama na boca do cano. Em contraste com os fuzis automáticos, os carregadores comportam apenas 2 ou 10 tiros. O BT 96 da Schwaben Arms, o BWT 5 da Beitler Waffentechnik e o OA5 da Oberlandarms também são oferecidos a preços semelhantes. Todas essas armas possuem canos da MKE, mas as demais peças vêm de outras linhas de produção. A imprensa especializada alemã refere-se a esses fuzis semiautomáticos como Pistolenkarabiner ("carabina de pistola").